# プラトーン
『プラトーン』（英語: Platoon）は、1986年公開のアメリカ映画。製作会社はオライオン・ピクチャーズで、監督・脚本はオリバー・ストーン。出演はチャーリー・シーン、トム・ベレンジャー、ウィレム・デフォー。
第59回アカデミー賞 作品賞など4部門、第44回ゴールデングローブ賞 ドラマ部門作品賞受賞作品。
タイトルの「プラトーン」は、軍隊の編成単位の一つで30名から60名程度で構成される小隊の意味である。
英語での発音は「プラトゥーン」に近い（英語発音: [pləˈtuːn]）。

## 概要
1970年代の『ディア・ハンター』や『地獄の黙示録』に次いで、1980年代にベトナム戦争を描いたオリバー・ストーンの代表作である。
ベトナム帰還兵であるオリバー・ストーンが、アメリカ陸軍の偵察隊員であった頃の実体験に基づき、アメリカ軍による無抵抗のベトナム民間人に対する虐待・放火、虐殺や強姦、米兵たちの間で広がる麻薬汚染、仲間内での殺人、誤爆、同士討ち、敵兵に対する死体損壊など、現実のベトナム戦争を描く。
アメリカ国内だけで予算の20倍を超える1億3800万ドルの興行収入を記録した。
スティーヴン・ジェイ・シュナイダーの『死ぬまでに観たい映画1001本』に掲載されている。

## ストーリー
1967年。アメリカ合衆国の白人の大学生・クリス・テイラーは、黒人やその他の少数民族、地方の田舎町で生まれ育った貧困層など、比較的低い社会階層の自分と同年代の若者が世間で不当な扱いを受け、職業と現金を求めてアメリカ軍に入隊し、次々とベトナム戦争に出兵していく現実に憤りを覚え、両親の反対を押し切って大学を中退してアメリカ陸軍に志願し、ベトナム共和国（南ベトナム）のカンボジア国境付近に駐屯するアメリカ陸軍第25歩兵師団のある小隊に配属される。
小隊は若い小隊長・ウォルフ中尉を差し置き、戦鬼と化した分隊長・バーンズ軍曹と、まだ人間らしさを残したもうひとりの分隊長・エリアス軍曹が取り仕切る小社会だった。鬱蒼としたジャングルで敵味方が混在する戦場の過酷さはクリスの想像を遥かに超えるものであり、彼は配属当日に自身の正義漢ぶった決断を後悔する。クリスは配属直後の戦闘で負傷し、しばらく小隊を離れる。復帰後のクリスはさまざまな出自の若い兵士たちと大麻をたしなみながら徐々に小隊に打ち解け、兵隊生活になじみ、そして過酷さを増していく戦争にも慣れていく。
小隊は、敵である北ベトナム軍や南ベトナム解放民族戦線（ベトコン）のゲリラ戦に悩まされるだけでなく、士気が落ちて疑心暗鬼となった味方の同士討ちにもさいなまれ、兵士たちは次々と倒れる。狂気に陥った隊員たちの中には非武装の民間人に手を出す者まで現れる。
戦地における民間人の処遇を巡り、殺傷することをいとわないバーンズと、それに反対するエリアスの対立は決定的となる。バーンズを軍法会議に告発しようと考えていたエリアスは、戦闘中に味方を援護するためジャングルへ単身で突入した際、後を追ってきたバーンズから撃たれて瀕死の重傷を負う。北ベトナム軍の追撃を受け、エリアスが死んだとバーンズから伝えられた小隊はヘリコプターで離脱する。取り残されたエリアスは敵に追われたのち、クリスたちが上空から見守る中で敵弾を受けて倒れ、絶命する。クリスは、バーンズの態度から彼がエリアスを撃ったことを察知し、仲間たちに報復を呼びかけるが、その場に現れたバーンズはエリアスの追放を正当化し、「殺せるものなら殺してみろ」と隊員たちを挑発する。
翌日の夜更け、北ベトナム軍の大部隊がクリスたちの部隊に夜襲を仕掛け、彼らを包囲する。北ベトナム軍はクリスたちの外周防衛線を突破して後方地帯にも浸透し、大隊本部は自爆攻撃によって大隊長ごと壊滅する。クリスたちの中隊長が味方に犠牲が出ることを覚悟の上で、自分たちのいる陣地ごと空爆するように要請を出したことで、クリスたちは味方の空爆に巻き込まれてしまう。その混乱に乗じて、バーンズがクリスに襲いかかるが、すぐ近くで投下弾が爆発し、2人は気を失う。
夜明け。戦いが終息したジャングルの中で意識を回復したクリスは、重傷を負いなおも生き延びようとするバーンズを見つける。クリスは拾った敵の銃を構え、それを見て覚悟を決めたバーンズを射殺する。その場に座り込んだクリスは味方の部隊に救出され、2回戦傷を負ったら後方支援に回るという軍規に基づき、残る戦友たちに別れを告げて戦場をあとにする。

## 登場人物

### アメリカ陸軍第25歩兵大隊B中隊

#### 主要人物
クリス・テイラー（Private Chris Taylor）
演 - チャーリー・シーン
主人公。新兵。
ボブ・バーンズ二等軍曹（Staff Sergeant Bob Barnes）
演 - トム・ベレンジャー
戦鬼と化した分隊長。エリアスとは意見が合わない。完全に対立したエリアスを戦闘のどさくさに紛れ銃撃した。
ゴードン・エリアス三等軍曹（Sergeant Gordon Elias）
演 - ウィレム・デフォー
人間らしさを残した分隊長。バーンズとは意見が合わない。民間人を虐待したことに関して、口封じのためにバーンズから銃撃される。
ウォルフ中尉（Lieutenant Wolfe）
演 - マーク・モーゼス
第二小隊小隊長。軍人としてのキャリアはそれほど積んでおらずバーンズにも見下されており無視されている。バーンズと部下達が川下の村で行った蛮行に対して、見て見ぬふりをした。
雨天時の戦闘では誤った砲撃地点を砲兵隊に伝えており、味方に犠牲者を出す。
クライマックスの戦闘で通信兵のトニーと共に本部と連絡を取っていたが、敵襲に遭い死亡する。
ハリス大尉（Captain Harris）
演 - デイル・ダイ
中隊長。

#### エリアス派閥
キング（King）
演 - キース・デイヴィッド
除隊を控えている。クライマックスの戦闘直前に除隊が早まり、テイラーに見送られながら戦場を去った。
ビッグ・ハロルド（Big Harold）
演 - フォレスト・ウィテカー
温厚な性格の兵士。冒頭の戦闘でテイラーが負傷した際にも励まし続けた。雨天時の戦闘で爆弾のトラップにかかり負傷する。
ラー（Rhah Vermucci）
演 - フランチェスコ・クイン
有刺鉄線を巻いた長い鉄の棒を杖のように使う。エリアスの死後、分隊を率いた。
戦線を離脱するテイラーやフランシスらを雄叫びを上げながら見送った。劇中、負傷や死亡しなかった数少ない人物の一人。
フランシス（Francis）
演 - コーリー・グローヴァー
恋人に手紙を書いていた。クライマックスの戦闘ではテイラーと組んで蛸壺に入る。共に戦い最後まで無傷でいたが、夜明けを迎えると後送資格を得るために自らの足をナイフで刺した。味方に救出された後、テイラーと共に後送される。
ガーター・ラーナー（Gator Lerner）
演 - ジョニー・デップ
通信兵。ベトナム人との通訳を担当。雨天時の戦闘で撃たれ負傷する。
クロフォード（Crawford）
演 - クリス・ペダーセン
テイラーやキングと排泄物の処理を行った。除隊を控えている。雨天時の戦闘で撃たれ負傷する。
マニー・ワシントン（Manny Washington）
演 - コーキー・フォード
見張りをしていた所失踪する。その後、川下の村付近で喉を切られ、木に括り付けられた死体として発見される。
ドク・ゴメス（Doc Gomez）
演 - ポール・サンチェス
衛生兵。クライマックスの戦闘にて、ウォルフとトニーに全線を突破された事を告げる。その直後、敵襲に遭い死亡。
ホフマイスター（Huffmeister）
演 - ロバート・ガロッティ
ラーと共に戦場に残った。共に劇中、負傷や死亡しなかった数少ない人物の一人。

#### バーンズ派閥
バニー（Bunny）
演 - ケヴィン・ディロン
凶暴な性格の兵士。川下の村で片足のベトナム人青年を撲殺し、彼の母親までも手に掛けた。その後他の者とベトナム人の少女をレイプしようとした。
クライマックスの戦闘ではジュニアと組んで蛸壺に入る。逃亡したジュニアに気を取られた際に被弾し、その後頭を撃ち抜かれた。
レッド・オニール三等軍曹（Sergeant Red O'Neill）
演 - ジョン・C・マッギンリー
バーンズの腰巾着。クライマックスの戦闘前にバーンズへ休暇を申請するが断られる。
最後の戦闘も死体に隠れ生き残るが、ウォルフに代わって第二小隊小隊長代理を任され絶望する。
劇中、負傷や死亡しなかった数少ない人物の一人。
ウォーレン三等軍曹（Sergeant Warren）
演 - トニー・トッド
川下の村の騒動後、バーンズに付いていれば安心だとジュニアらに話す。雨天時の戦闘で撃たれ負傷する。生死は不明。
サンダーソン（Sanderson）
演 - J・アダム・グローヴァー
通称サンディ。オニールと共にテイラーらに排泄物の処理を命じた。川下の村付近でブービートラップによりサルと共に爆死。
サル（Sal）
演 - リチャード・エドソン
川下の村付近でブービートラップによりサンディと共に爆死。
モアハウス（Morehouse）
演 - ケヴィン・エシェルマン
バニーやエースらと川下の村でベトナム人の少女をレイプしようとし、テイラーに止められる。雨天時の戦闘で砲兵隊からの砲撃により死亡する。
トニー（Tony）
演 - イワン・ケイン
通信兵。川下の村でベトナム人を積極的に殺そうとした。また、モアハウスやバニーらとベトナム人の少女をレイプしようとした。
クライマックスの戦闘でウォルフと共に本部と連絡を取っていたが、敵襲に遭い負傷した。
エース（Ace）
演 - テリー・マキルヴェイン
通信兵。川下の村でベトナム人を積極的に殺そうとした。雨天時の戦闘で砲兵隊からの砲撃により負傷する。生死は不明。

#### その他・派閥不明
ジュニア（Junior）
演 - レジー・ジョンソン
姑息な兵士。ジャングルでの野営時、クリスから見張りを引き継いだ後で居眠りをし、その間に敵が近づいてきたため、結果、銃撃戦の最中にガードナーが戦死してしまった。戦闘後に責任をクリスに転嫁しようとした。
川下の村ではベトナム人を殺すことには反対したが、その後他の者とベトナム人少女をレイプしようとした。
バニーとは当初気が合う中だったが、川下の村で民間人を積極的に殺していた彼の姿を見て関係に溝ができている。
物語終盤で足の怪我を理由に病院行きをバーンズに申し出たが拒否された。
クライマックスの戦闘ではバニーと組んで蛸壺に入るが、大勢で攻めてきた敵に怖気ついて敵前逃亡を図るも頭を木にぶつけて昏倒。最期はバニーを殺したベトナム兵に銃剣で刺殺された。
ガードナー（Gardner）
演 - ボブ・オーウィグ
テイラーと同期の新兵。肥満体。彼女と結婚を控えている。冒頭のジャングルでの戦闘で敵の放った流れ弾が命中し死亡する。
テックス（Tex）
演 - デヴィッド・ニードルフ
冒頭の戦闘で負傷する。絶叫していたため、バーンズに黙るよう命令される。
パーカー（Parker）
演 - ピーター・ヒックス
クライマックスの戦闘で死亡。
フラッシュ（Flash）
演 - バジル・アチャラ
雨天時の戦闘で撃たれ死亡。
フー・シェン（Fu Sheng）
演 - スティーブ・バレード
雨天時の戦闘で砲兵隊からの砲撃により死亡する。
ロドリゲス（Rodriguez）
演 - クリス・カスティリェホ
キャンプの寝床に神殿を作っている。クライマックスの戦闘で蛸壺を襲撃され負傷する。
タブス（Tubbs）
演 - アンドリュー・B・クラーク
雨天時の戦闘で砲兵隊からの砲撃により死亡する。
エベンホック（Ebenhoch）
演 - マーク・エベンホック
劇中、負傷や死亡しなかった数少ない人物の一人。

## キャスト
| 役名                      | 俳優                      | 日本語吹替 | 日本語吹替                                                   | 日本語吹替   |
| 役名                      | 俳優                      | ソフト版   | テレビ朝日版                                                 | テレビ東京版 |
| ------------------------- | ------------------------- | ---------- | ------------------------------------------------------------ | ------------ |
| クリス・テイラー          | チャーリー・シーン        | 宮本充     | 池田秀一                                                     | 堀内賢雄     |
| ボブ・バーンズ2等軍曹     | トム・ベレンジャー        | 谷口節     | 佐々木功                                                     | 山路和弘     |
| ゴードン・エリアス3等軍曹 | ウィレム・デフォー        | 大塚芳忠   | 苅谷俊介                                                     | 森田順平     |
| バニー                    | ケヴィン・ディロン        | 落合弘治   | 古田信幸                                                     | 藤原啓治     |
| ビッグ・ハロルド          | フォレスト・ウィテカー    | 相沢正輝   | 屋良有作                                                     | 中博史       |
| レッド・オニール          | ジョン・C・マッギンリー   | 田原アルノ | 千田光男                                                     | 内田直哉     |
| ラー                      | フランチェスコ・クイン    | 古澤徹     | 麦人                                                         | 廣田行生     |
| ハリス大尉                | デイル・ダイ              | 水野龍司   | 池田勝                                                       | 仲野裕       |
| ガーター・ラーナー        | ジョニー・デップ          | 岩松廉     | 星野充昭                                                     | 川島得愛     |
| キング                    | キース・デイヴィッド      | 中博史     | 谷口節                                                       | 楠見尚己     |
| フランシス                | コーリー・グローヴァー    | 吉田孝     | 田中亮一                                                     | 成田剣       |
| ウォルフ中尉              | マーク・モーゼス          | 清水明彦   | 安原義人                                                     | 平田広明     |
| ウォーレン                | トニー・トッド            | 手塚秀彰   | 大山高男                                                     | 水内清光     |
| ジュニア                  | レジー・ジョンソン        | 檀臣幸     | 江原正士                                                     | 咲野俊介     |
| ガードナー                | ボブ・オーウィグ          | 後藤史彦   | 牛山茂                                                       | 大川透       |
| テックス                  | デヴィッド・ニードルフ    | 古澤徹     | 幹本雄之                                                     | 平野俊隆     |
| ドク                      | ポール・サンチェス        | 青山穣     | 田原アルノ                                                   | 中多和宏     |
| クロフォード              | クリス・ペダーセン        | 堀川仁     | 二又一成                                                     | 浜田賢二     |
| ロドリゲス                | クリス・カスティリェホ    | 柳沢栄治   |                                                              |              |
| サンダーソン（サンディ）  | J・アダム・グローヴァー   | 鳥畑洋人   | 曽我部和恭                                                   |              |
| マニー・ワシントン        | コーキー・フォード        | 青山穣     |                                                              |              |
| トニー                    | イワン・ケイン            | 柳沢栄治   |                                                              | 水野龍司     |
| エース                    | テリー・マキルヴェイン    | 永井誠     |                                                              | 古澤徹       |
| タブス                    | アンドリュー・B・クラーク | 吉田孝     |                                                              | 宮島史年     |
| モアハウス                | ケヴィン・エシェルマン    | 青山穣     |                                                              | 阪口周平     |
| パーカー                  | ピーター・ヒックス        | 永井誠     |                                                              |              |
| ホフマイスター            | ロバート・ガロッティ      | 手塚秀彰   |                                                              |              |
| サル                      | リチャード・エドソン      | 後藤史彦   |                                                              |              |
| エベンホック              | マーク・エベンホック      | 吉田孝     |                                                              |              |
| 老女                      | クラリサ・オルタチオ      | 原語流用   |                                                              | 定岡小百合   |
| 掩蔽壕に居る第一中隊少佐  | オリバー・ストーン        | 手塚秀彰   |                                                              | 大川透       |
| 不明 その他               | N/A                       | N/A        | 広瀬正士 津田英三 小野健一 小室正幸 荒川太郎 菅原淳一 小形満 | N/A          |

- ソフト版：初回盤発売1998年6月25日
- テレビ朝日版：初回放送1989年10月8日『日曜洋画劇場』※正味114分

当時『日曜洋画劇場』で解説をしていた淀川長治は本作及びオリバー・ストーンの作品に否定的なことで知られていたが、本作の吹き替えを鑑賞後に一転し「結構いいね。オリバー・ストーンやるね。」と称賛、解説でも好意的な感想を述べていた。地上波デジタル放送時代に下記のテレ東版が制作された為、音源は廃棄されるもザ・シネマが一般から録画を公募し、復元した音源を2023年12月に放送した。
- テレビ東京版：初回放送2003年9月25日『木曜洋画劇場』

久保一郎プロデューサーは初のハイビジョン放送だったことや「やっぱチャーリー・シーンは堀内賢雄さんだよね」との思いから「デジタルリマスター版」として新録された。ディレクターの向山宏志による当初のキャスティング案は、バーンズ（トム・ベレンジャー）＝森田順平、エリアス（ウィレム・デフォー）＝山路和弘であったが、キャラクターの善悪の強調を狙った久保が逆の配役にしたという。これは「狙い通り」の仕上がりとなった一方で、エリアス役のデフォーの吹き替えを持ち役にしていた山路はこの変更を心残りにしており、久保もザ・シネマの特番で山路の思いを知り、「非常に申し訳ない」と後悔の念を述べている。
- KADOKAWAより発売の『プラトーン 4Kレストア版』Blu-ray・DVDには3種類すべての吹替を収録[9]。

## スタッフ
- 監督/脚本：オリバー・ストーン
- 製作総指揮：ジョン・デイリー、デレク・ギブソン
- 製作：アーノルド・コペルソン
- 撮影：ロバート・リチャードソン
- 音楽：ジョルジュ・ドルリュー
- 特殊メイク：ゴードン・J・スミス
- 美術：ローデル・クルツ

### 日本語版
- 日本語字幕翻訳：岡枝慎二

| -              | ソフト版                                        | テレビ朝日版        | テレビ東京版               |
| -------------- | ----------------------------------------------- | ------------------- | -------------------------- |
| 演出           | 蕨南勝之                                        | 伊達康将            | 向山宏志                   |
| 翻訳           | 峯間貴子                                        | 佐藤一公            | 平田勝茂                   |
| 調整           | 金谷和美 藤巻良 （ビーライン）                  | 小野敦志            | 飯塚秀保                   |
| 効果           | N/A                                             | リレーション        | リレーション               |
| 担当           | 山口芳子 平馬陽子                               |                     | 吉田啓介 川島誠一          |
| プロデューサー | 佐渡和広                                        | 猪谷敬二            | 久保一郎 渡邉一仁 寺島洋平 |
| 制作協力       | 有限会社ビーライン                              | N/A                 | N/A                        |
| 制作           | エンジェルワークス カルチュア・パブリッシャーズ | テレビ朝日 東北新社 | テレビ東京 グロービジョン  |

## 作品解説
出演した俳優は当時まだ無名に近いものが多く、予算は600万ドルと多くはなかったが、実体験に基づいたリアリティのある戦闘シーンなどハリウッド的スペクタクル映画の要素も備えており映画は大ヒットした。
『プラトーン』の成功でオリバー・ストーンはベトナム戦争を題材にした映画の先駆者として評価されるようになり、一人のベトナム帰還兵の生涯を描いた『7月4日に生まれて』を監督。同作品でもアカデミー監督賞を受賞した。
ナレーションは主役を演じたチャーリー・シーンにより行われた。

### 配役
主人公のクリス・テイラー役には当初カイル・マクラクランやキアヌ・リーブスが候補に挙がっていたが、共に出演を断られた。また、チャーリー・シーンの実兄であるエミリオ・エステヴェスにも出演を依頼したがギャランティー関連の交渉が成立せず、「テイラーを演じるには若すぎる」として出演を断っていた弟のチャーリー・シーンが演じることとなった。また監督はジョニー・デップにもテイラー役をオファーしている。デップは自分が若すぎることと自らに知名度がないことを理由に断ったが、ストーンは「彼は将来一大映画スターになるであろう」と予測し、（端役ではあったが）ガーター・ラーナー役での出演を直訴した。
冷酷無比な人物として登場するバーンズ軍曹の役は当初ケビン・コスナーに出演を依頼していた。

### 撮影・演出
撮影当時は、アメリカ合衆国とベトナム社会主義共和国との国交がなかったため、フィリピン共和国のルソン島で行われている。映画に参加する全ての俳優は、撮影開始2週間前からフィリピンに滞在し、当時の生活を実践した。髪型と食料は、軍人仕様と同一のもの（GIカットにレーション）とさせられ、シャワーを浴びることさえ許可されなかった。また、ジャングルで夜を明かす際も、ローテーションで監視まで行う徹底ぶりであった。指導には、元アメリカ合衆国海兵隊大尉であり、本作でハリス大尉役を演じているデイル・ダイが係わっている。
映画で使用された煙草は、オリバー・ストーンがリアリティに拘った結果、当時製造されていた桜色のパッケージを施したマールボロを再現した。
映画に参加した俳優の中には、着用しているM1ヘルメットのカバーに自らメッセージを書き加えたものもいる。
焼き討ちした村を離れ、大勢の兵士がM16自動小銃を携行して移動するシーンには、日本のMGC製モデルガンが小道具として使われていた。

## 受賞・ノミネート
- 第59回アカデミー賞
  - 受賞：作品賞、監督賞、編集賞、録音賞
  - ノミネート：脚本賞、助演男優賞（ベレンジャー/デフォー）、撮影賞
- 第44回 ゴールデングローブ賞
  - 受賞：ドラマ部門作品賞/監督賞/助演男優賞（ベレンジャー）
  - ノミネート：脚本賞
- 第41回 英国アカデミー賞
  - 受賞：監督賞、編集賞
  - ノミネート：撮影賞
- 第2回 インディペンデント・スピリット賞
  - 受賞：作品賞、監督賞、脚本賞、撮影賞
  - ノミネート：主演男優賞（デフォー）
- 第37回ベルリン国際映画祭 銀熊賞（監督賞）
- 第22回 カンザスシティ映画批評家協会賞 監督賞
- 第7回 ボストン映画批評家協会賞 監督賞
- 第61回 キネマ旬報ベスト・テン 委員選出外国語映画第2位
- 第11回 日本アカデミー賞 最優秀外国語作品賞